# Jalandhar
Jalandhar (Panjabi: ਜਲੰਧਰ; früher anglisierend Jullundur), deutsch Dschalandar, ist eine Stadt (seit 1991 Municipal Corporation) des nordwestindischen Bundesstaat Punjab mit knapp 864.000 Einwohnern.
Sie ist Verwaltungssitz des gleichnamigen Distrikts. Zucker-, Konserven-, Textil- und Metallindustrie. Die Stadt ist bekannt für die traditionelle Elfenbeinschnitzerei.

## Klima
Das Klima in Jalandhar ist subtropisch. In den Sommermonaten Juli und August, während der Monsunzeit, fallen die meisten Niederschläge. Der durchschnittliche Jahresniederschlag beträgt 769 mm. Die Jahresmitteltemperatur liegt bei 23,9 °C.
|                       | Jan  | Feb  | Mär  | Apr  | Mai  | Jun  | Jul  | Aug  | Sep  | Okt  | Nov  | Dez  |   |      |
| Mittl. Tagesmax. (°C) | 19,5 | 23,1 | 28,1 | 34,9 | 39,9 | 40,7 | 35,4 | 34,0 | 34,2 | 32,6 | 27,5 | 22,1 | ⌀ | 31   |
| Mittl. Tagesmin. (°C) | 5,7  | 8,1  | 12,8 | 17,9 | 23,2 | 26,4 | 26,2 | 25,4 | 23,3 | 17,2 | 9,8  | 6,2  | ⌀ | 16,9 |
|                       |      |      |      |      |      |      |      |      |      |      |      |      |   |      |
| Niederschlag (mm)     | 33   | 23   | 31   | 7    | 15   | 38   | 236  | 206  | 134  | 25   | 6    | 15   | Σ | 769  |

| 5,7 |

| 8,1 |

| 12,8 |

| 17,9 |

| 23,2 |

| 26,4 |

| 26,2 |

| 25,4 |

| 23,3 |

| 17,2 |

| 9,8 |

| 6,2 |

| 5,7 |

| 8,1 |

| 12,8 |

| 17,9 |

| 23,2 |

| 26,4 |

| 26,2 |

| 25,4 |

| 23,3 |

| 17,2 |

| 9,8 |

| 6,2 |

Die Klimakrise hat in ganz Indien zu einer drastischen Verknappung des Trinkwassers geführt. Die ist in besonderem Maße in Jalandhar spürbar. So gehört die Stadt zu jenen 21 bedeutenden indischen Städten, deren Grundwasserreserven nach Berechnungen der Regierungsagentur NITI Aayog im Jahr 2020 vollständig aufgezehrt sein werden.

## Persönlichkeiten
- Wazir Ali (1928–1999), pakistanischer Radrennfahrer
- Haripal Kaushik (1934–2018), Hockeyspieler
- Saeed Ahmed (1937–2024), pakistanischer Cricketspieler
- Wasim Sajjad (* 1941), pakistanischer Politiker
- Jagjit Singh (1944–2010), Hockeyspieler
- Kulbir Bhaura (* 1955), britischer Hockeyspieler
- Abhinav Manota (* 1992), neuseeländischer Badmintonspieler
- Mandeep Singh (* 1995), Hockeyspieler